# Klaus der Geiger

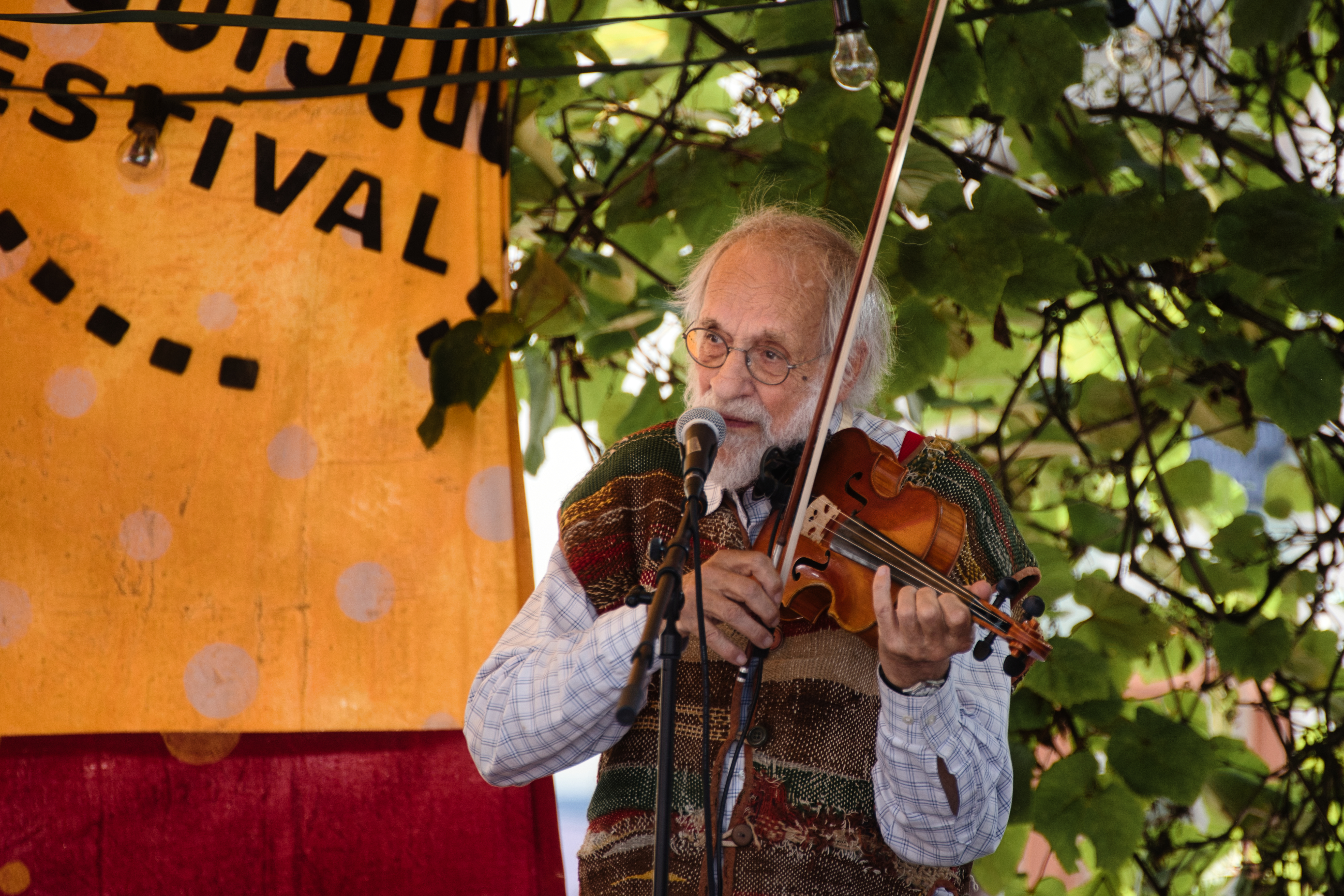
Klaus der Geiger auf dem Rudolstadt-Festival 2024

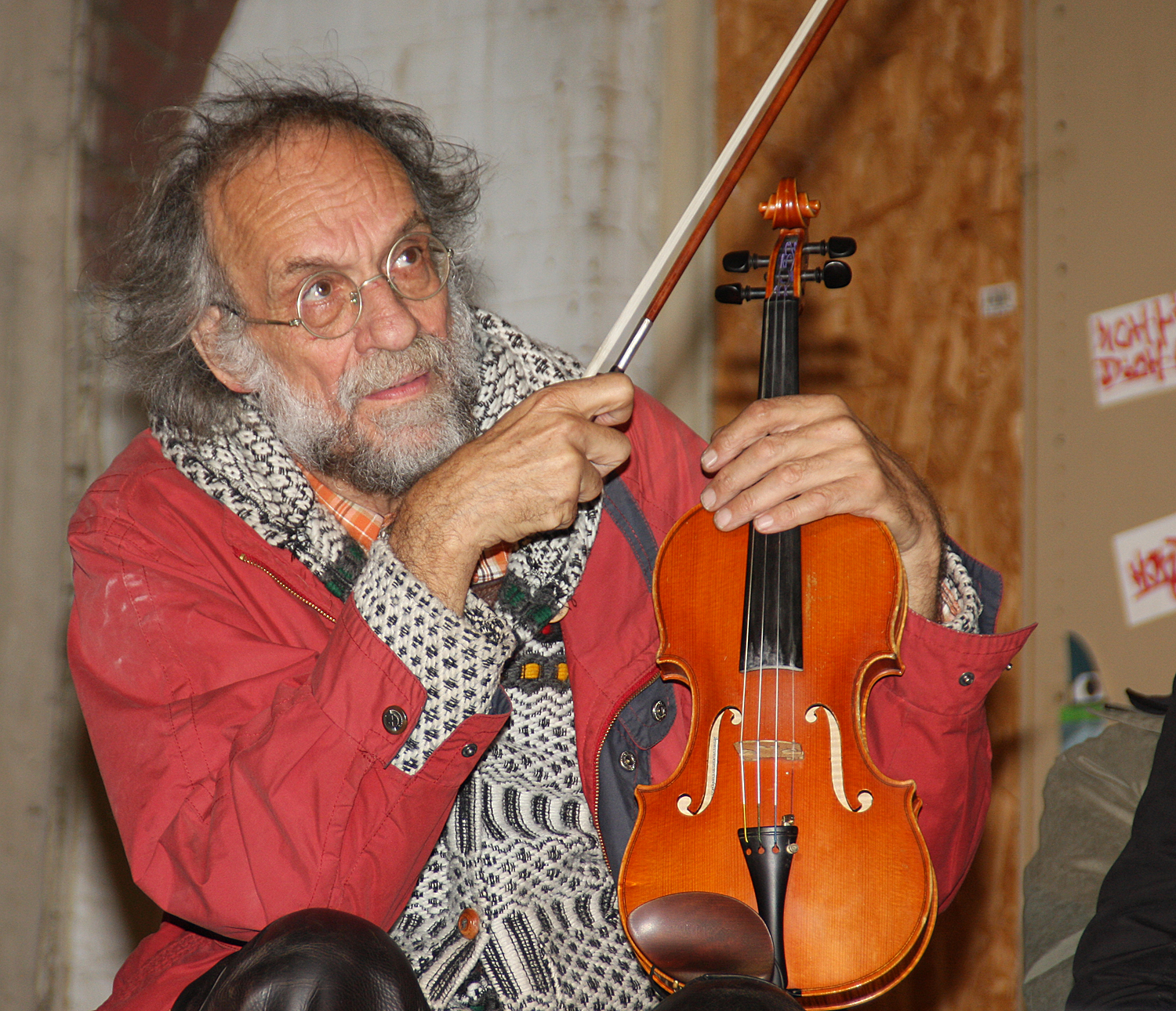
Klaus der Geiger, 2008

Klaus der Geiger (* 20. Januar 1940 in Dippoldiswalde als Klaus Christian von Wrochem) ist ein deutscher Musiker und Liedermacher, der im linksalternativen Spektrum der Neuen sozialen Bewegungen politisch engagiert ist. Er gilt als einer der bekanntesten Straßenmusiker Deutschlands.

## Leben
Klaus Christian von Wrochem entstammt dem Adelsgeschlecht von Wrochem. 1960 begann er ein Violinstudium bei Max Rostal an der Musikhochschule in Köln. Zu dieser Zeit verdiente er sich sein Geld als Aushilfsgeiger in verschiedenen Sinfonieorchestern und als Mitarbeiter des WDR. Zudem versuchte er sich als moderner Komponist. Acht Jahre später wurde er von der Universität ausgeschlossen, erhielt aber ein Komponisten-Stipendium für ein Studium in Buffalo und San Diego in den USA. Dort studierte er unter anderem bei Pauline Oliveros „Komposition der Avantgarde“.
Während seines zweijährigen Auslandsaufenthaltes kam von Wrochem auch mit der Hippiebewegung in Kontakt. 1965 heiratete er. 1970 kehrte er nach Deutschland zurück und zog in eine Kommune. Seitdem nennt er sich in der Öffentlichkeit „Klaus der Geiger“.

## Wirken

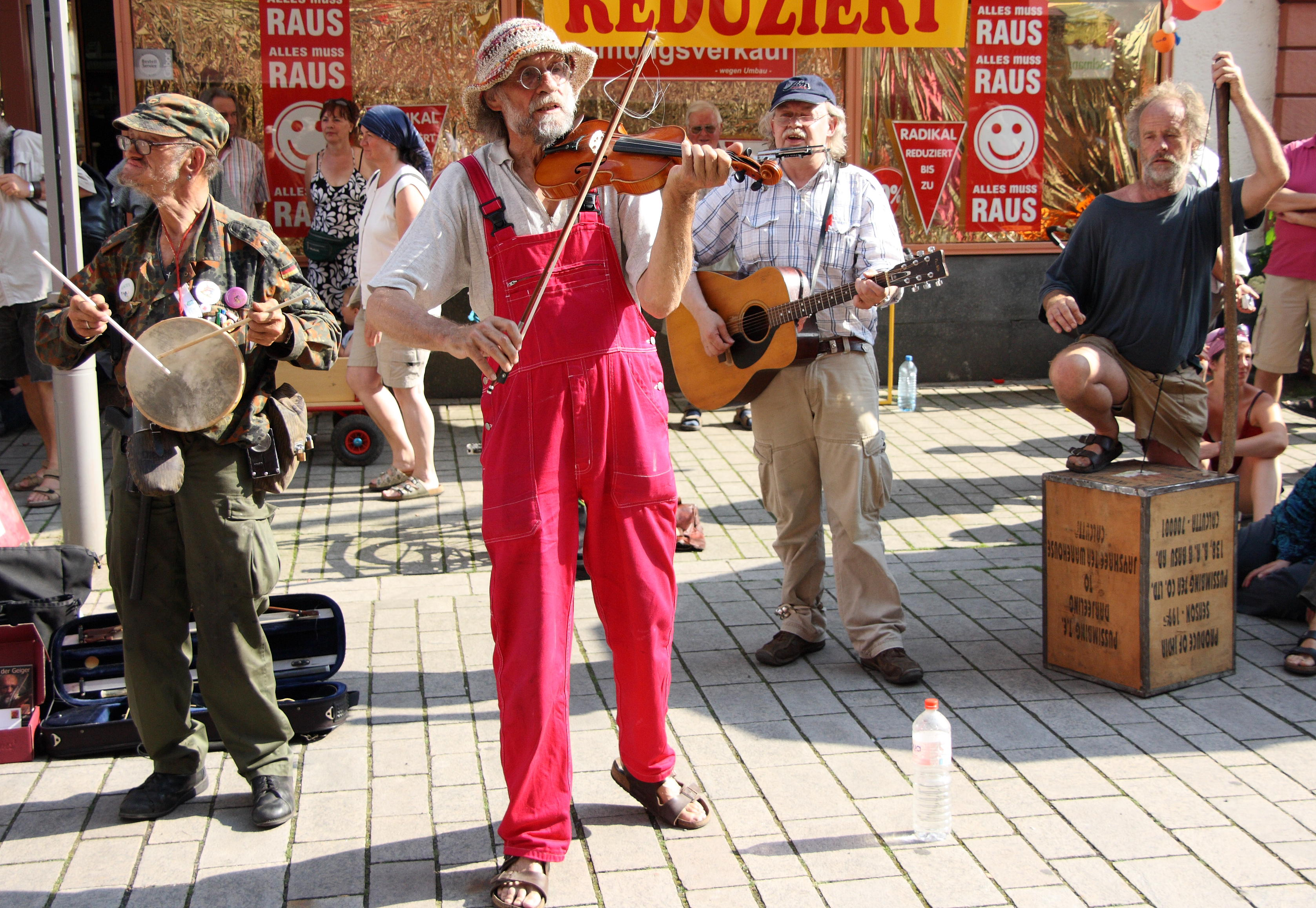
Klaus der Geiger mit Begleitern auf dem TFF.Rudolstadt, 2009

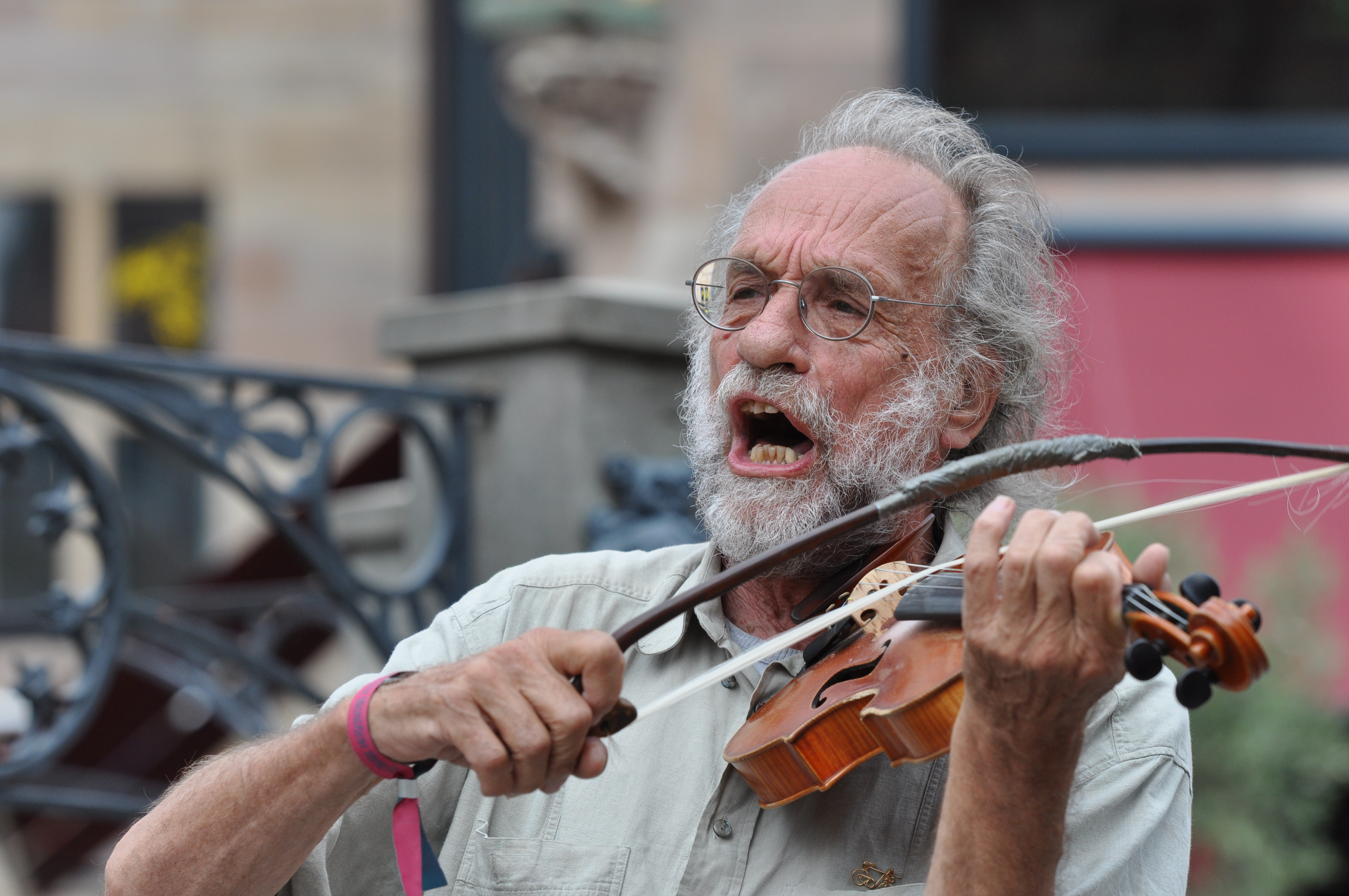
Mit seinem Rundbogen beim Bardentreffen 2014

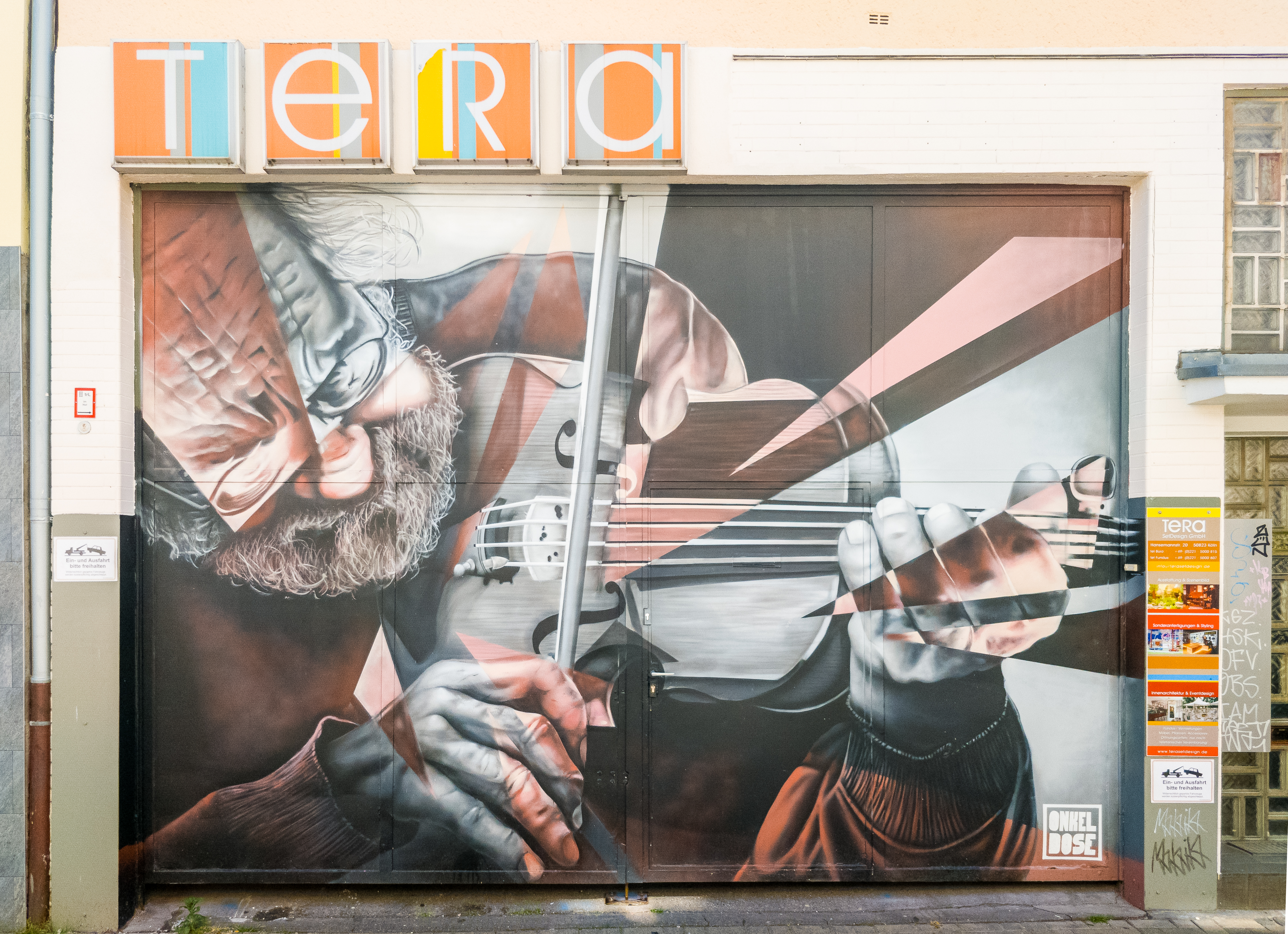
Streetart-Porträt, geschaffen von Onkel Dose am Wohn- und Geschäftshaus Hansemannstr. 20 in Köln-Ehrenfeld

Klaus der Geiger tritt häufig auf linkspolitischen Demonstrationen gegen Umweltverschmutzung, Krieg, Rassismus, Obrigkeitsdenken etc. auf. Mit großer Deutlichkeit in seinen oft ad hoc zu aktuellen Anlässen produzierten Texten versucht er auch zu provozieren. Außerdem tritt er ab und zu in den Fußgängerzonen Kölns auf. Besonders in den sozialen Bewegungen und Auseinandersetzungen in Köln stellt er eine feste Größe dar. Bundesweit ist er vor allem innerhalb der anarchistischen und der Graswurzelbewegung prominent.
Seine Musik ist eine Mischung aus Jazz, Rock, Folk und Klassik. Seine Markenzeichen sind Geige und Latzhose. Als Geiger verwendet er gern einen selbstgefertigten Rundbogen, um „die Geige auch als Harmonieinstrument“ in der Straßenmusik einzusetzen. Mit dem Rundbogen, den er im Faustgriff hält, begleitet er sich selbst als Sänger. Über seine Spielweise als Geiger sagt er, sie sei „ziemlich brutal“, denn: „Ich hab einen Rundbogen und das ist dann immer sehr kurz und knapp, also hau ich sozusagen mit dem Bogen immer so rhythmisch drauf. Das ist meine Art zu spielen.“
Er protestierte unter anderem mit Wolfgang Niedecken in der Kölner Südstadt für die Erhaltung der stillgelegten Schokoladenfabrik Stollwerck als alternativer sozialer Treffpunkt, beteiligte sich an der Blockade der Zufahrtswege zu den Pershing-II-Silos auf der Mutlanger Heide im Rahmen der Friedensbewegung gegen den NATO-Doppelbeschluss und an Protesten gegen Castor-Transporte.
1998 wurde Klaus der Geiger von einer Gruppe junger sozial engagierter Menschen nach Japan eingeladen, wo er und die Gruppe und vor Ort Engagierte auf die Probleme der zahlreichen Obdachlosen in Tokio und anderen japanischen Städten aufmerksam machten. Er setzt sich in seinen Texten und Aktionen immer wieder für Völkerverständigung ein. So bereiste er im Jahr 2000 Belarus für eine Konzert- und Straßenmusiktour mit der Formation Rukiwerch, bestehend aus Tom Fronza und Sascha Loss. Höhepunkt war ein spontanes illegal aufgeführtes Lied vor dem Palast des belarussischen Präsidenten Lukaschenko („Eisgekühlter Lukaschenko, Lukaschenko eisgekühlt …“).
Er nimmt oft mit verschiedenen Formationen an Konzerten teil und ist zudem musikpädagogisch aktiv. Neben der Leitung des Orchesters des Kunstsalons gibt er Unterricht in Improvisation. Er wirkte auch an Projekten im Bereich von Crossover- und Kammermusik mit, so etwa in Weimar im Rahmen der Feierlichkeiten zur Kulturhauptstadt Europas des Jahres 1999. Im Jahr 2011 erhielt er beim Folk-Festival TFF.Rudolstadt die Ehren-RUTH (deutscher Weltmusik-Preis) für sein Lebenswerk. Die 2011 veröffentlichte CD Von allen Seiten erhielt im selben Jahr den Preis der Deutschen Schallplattenkritik.

## Bücher
- Klaus der Geiger und die Kölner Straßenmusiker: Du, Krone der Schöpfung … Kölner Volksblatt, Köln (ohne Jahr).
- Klaus der Geiger: Deutschlands bekanntester Straßenmusiker erzählt. Mit einem Vorwort von Günter Wallraff. Kiepenheuer und Witsch, Köln 1996, ISBN 3-462-02512-0.
- Der Straßenmusiker. Interview mit Klaus von Wrochem, in: Ralf Noltensmeier: Geiger von Beruf. Gesprächsweise Einblicke in die Vielfalt geigerischer Profession Götzelmann, Kiel 1999, ISBN 3-9805016-7-1.
- Lust auch auf die Anarchie. Ein Interview mit Klaus dem Geiger. In: Bernd Drücke (Hrsg.): ja! Anarchismus. Gelebte Utopie im 21. Jahrhundert, Interviews und Gespräche. Karin Kramer Verlag, Berlin 2006, ISBN 3-87956-307-1, S. 44 ff.
- Klaus der Geiger: Wir kennen alle das Paradies. Mit einem Vorwort von Wolfgang Niedecken. Geistkirch Verlag, Saarbrücken/Landau 2009, ISBN 978-3-938889-75-6.

## Diskographie
- 1972: Wir sagen Ja zum SSK (Eigenverlag)
- 1973: Arbeit macht frei (Bluff-records)
- 1975: Klaus und Toni (Trikont)
- 1978: Ab dafür (Trikont)
- 1979: Es ist Krieg (Trikont)
- 1986: Mutter Erde (Trikont)
- 1986: Und die Herren haben nix wie die Macht (Good Year)
- 1988: Nein, nein, wir woll'n nicht eure Welt (Eigenverlag)
- 1994: Klaus der Geiger und die Kölner Straßenmusiker (mic-Musik)
- 1996: Kölner Klagemauer (Verlag Schmidt von Schwindt)
- 1997: Maximum Terzett (Eigenverlag)
- 1997: Rumpelstielz?, CD (Typoo)
- 1998: KdG (Eigenverlag)
- 2001: Ruki Werch (Eigenverlag)
- 2002: Jetzt ävver ran mit dem Kabarettisten Jürgen Becker, (Wortart, ISBN 3-7857-1303-7)
- 2002: KdG (2) Eigenverlag )
- 2003: Schlachtplatte (Eigenverlag)
- 2005: Wer sich nicht wehrt (Eigenverlag)
- o. J.: Drei Geiger unter Euch (Eigenverlag), CDs und DVDs aus den Jahren 2007, 2008, 2009
- 2007: 10 Jahre Kölner KunstSalon-Orchester, CD und DVD (Eigenverlag)
- 2011: Von allen Seiten, CD (Westpark (Indigo))
- 2014: Das Maximum-Terzett mit „Klaus dem Geiger“ Live in der Bürgerwache Bielefeld 2014, CD (Eigenverlag)[7]
- 2016: Piadolla, CD (Westpark (Indigo))
- 2018: Hände hoch!, Klaus der Geiger & Ruki Werch – CD (Eigenverlag)
- 2020: Imma Dolla, CD (mit Marius Peters)[8]
- 2023: Klaus der Geiger rockt, CD